# Michizō Fujioka
Michizō Fujioka (jap. 藤岡道三 Michizō Fujioka) – japoński zapaśnik w stylu klasycznym. Trzykrotny uczestnik mistrzostw świata, czwarty w 1989 i 1990. Srebrny medal na mistrzostwach Azji w 1989. Czwarty w Pucharze Świata w 1989 roku.